# OLIVIA (일본의 가수)
OLIVIA(올리비아, 1979년 12월 9일 ~ )는 일본 오키나와현 나하시 출신의 가수이다. 현재 비전 팩토리 소속이며, 커팅 에지를 통해 음반을 발매하고 있다. 미국인 아버지와 일본인 어머니 사이의 혼혈. 남동생인 제프 러프킨은 뮤지션. 여동생인 캐럴라인 러프킨은 미국에서 인디 활동하는 가수. 언어는 주로 영어를 사용하고 공식 웹사이트의 일기도 영어로 쓰고 있다. 일본어는 이해할 수 있지만 회화가 자신있지는 않다.

## 프로필

### 출생부터 데뷔까지
1979년 12월 9일 일본의 오키나와현 나하시에서 미국인 아버지와 일본인 어머니 사이에서 태어났다.
오키나와 현에서 태어난 후 1년동안 생활했다. 하지만 아버지가 군인이었던 탓에 이사를 빈번히 다녔다.
어렸을 때 그녀는 부모님이 아침마다 틀어준 클래식 음악을 들었고 그것만큼 TV에서 뮤지컬도 많이 보았다.
원래 그녀는 그림 그리는 것을 좋아하고 미적인 것들을 만드는 것을 좋아했었다. 심지어 그녀가 학교를 다닐때 그녀의 작품으로 상을 받기도 했다.
The Sound of Music이라는 뮤지컬에 출연하기 위해 시험을 보았지만 그녀가 원하던 배역은 얻지 못했다. 이후에 오키나와 액터즈 스쿨을 다니게 된다. 이때부터 일본어공부를 시작하게 된다.
1996년 에이벡스 Trex에 스카우트되고 D&D라는 새로운 유로비트 그룹에 대한 제의를 받게 된다. 그녀는 그것을 수락했고 1996년 D&D의 메인보컬로 데뷔하게 된다. 하지만 일본어에는 아직 익숙하지 못했다. 또한 당시에는 머라이어 캐리를 목표로 했다.

### 데뷔 이후부터 첫 앨범까지
1998년 FIFA 월드컵때 Jean Michel Jarre(프랑스의 작곡가)와 고무로 데쓰야가 프로듀스한 앨범「TOGETHER NOW」에 객원보컬로 참가한다. 또한 같은 해 고무로 데쓰야와 한번 더 작업하게 되어 「TK 1998 LATEST WORKS」에 객원보컬로 참가한다.
1999년 싱글 「I.L.Y.~欲望~」(I.L.Y.~욕망~)로 솔로데뷔를 한다. 데뷔싱글은 D&D와는 다른 장르인 파워풀한 ROCK스타일로 팬들은 놀라게 된다. 같은 해 2번째 싱글인 「re-ACT」가 발매되고 이때부터 싱글의 타이틀곡이 가네보화장품인 KATE의 CM송으로 사용되고 그녀가 출연한다.
그녀의 처음 2번째 싱글까지는 T2ya가 작업했지만 3번째 싱글인 「Dear Angel」부터는 작사,작곡을 그녀 자신이 한다. 작사를 할 때에는 영어로 작사를 하지만 일본어가 익숙하지 않으므로 지인의 도움을 얻어서 일본어로 바꾸게 된다. 또한 4번째 싱글인 「Dress me Up」의 뮤직 비디오에서는 기타를 연주하는 그녀의 모습을 볼 수 있다.
만 20세인 2000년에 5번째 싱글인 「데키나이」(할 수 없어)가 발매된다. 이 싱글엔 できない 20才過ぎているから(20살이 넘어서 할 수 없어요)라는 가사도 있다. 또한 이 싱글만 KATE CM송으로 쓰이지 않았다. 또한 같은 해 6번째 싱글인 「Color of your Spoon」를 발표했다. 이 싱글은 어렸을 때의 꿈같은 것들을 노래한 것이라고 한다. 이때 Inter FM의 DJ가 되었다. 그리고 6번째 싱글까지만 KATE CM송으로 쓰였고 그 출연 역시 이때가 마지막이되었다.
같은 해 12월에 첫 번째 앨범인 「Synchronicity」가 발매된다. 총 13트랙으로 이전에 발매된 6개 싱글의 타이틀곡이 모두 들어있다. 누적매수 41280매로 오리콘 최고 20위를 기록한다. 첫 번째 앨범 이후 그녀는 1년간의 휴식기를 갖는다.

### 첫 앨범에서 두 번째 앨범까지
2001년에 7번째 싱글인 「Sea me」가 발매된다. 이때 팬사이트인 OliviaLufkinOnline.com이 생겼다. 2002년에는 8번째 싱글인 「Into The Stars」가 나왔다. 발매시기가 2달이나 연기되었다. 「Sea me」와 「Into The Stars」는 판매실적이 좋지 않았다.
2003년 그녀는 남동생인 Jeffrey Lufkin와 공동제작을 하기로 결심하고 스타일을 바꿔서 노래를 영어가사로 발매하기로 한다. 그리하여 타워 레코드에서 독점판매한 미니앨범 4개를 만들게 된다. 4개의 미니앨범을 같은 해에 모두 발매함으로써 화제가 된다.
또한 같은해 그녀의 친구인 Friedia Niimura(Rin Kozue)와 함께 Black Daisy Ville라는 패션 브랜드를 론칭한다. 2004년 여름까지만 상품이 나오고 이후엔 나오지 않았다.
2004년 초 그녀의 두 번째 앨범인「The Lost Lolli」가 발매된다. 총 13트랙으로 싱글 2개의 타이틀곡과 미니앨범에 실려있던 곡들이 수록되어 있다.

### 두 번째 앨범부터 현재까지
그녀는 2004년 「The Lost Lolli」를 끝으로 2년간의 휴식기를 가진다.
2006년 그녀의 동생인 Caroline Lufkin의 첫 앨범인 「Murmurs」에 그녀의 그림들을 넣었다.
같은 해 일본의 애니메이션인 NANA의 가창캐스트로 캐스팅되었다. 그녀는 나나에 나오는 두 록 밴드중 하나인 TRAPNEST의 보컬인 REIRA를 맡았다. 나나에 관한 활동을 할 때엔 OLIVIA inspi' REIRA(TRAPNEST)라는 명칭으로 활동한다. OLIVIA inspi' REIRA(TRAPNEST)로 2개의 싱글과 1개의 앨범을 내게된다. 이 활동들로 인해 그녀는 많은 사람들에게 알려지게 된다.
또한 그녀는 처음으로 미국공연을 하게 되었다. 장소는 로스앤젤레스의 Pacific Media Expo이었다.
2007년 초 그녀는 미니앨범 「The Cloudy Dreamer」를 발매한다. 총 8트랙으로 OLIVIA inspi' REIRA(TRAPNEST)의 2곡도 들어있다. 3번트랙인 Dream Catcher는 일본 드라마 지옥소녀의 엔딩곡으로 쓰였다. 이때 한국의 팬사이트인 the OLIVIA dreamer가 생겼다. 그리고 6월 6일 프랑스 파리의 La Locomotive 보관됨 2007-05-13 - 웨이백 머신에서 단독라이브를 하였다.
2008년 그녀의 개인적인 블로그 Share Your Treats가 생겼다. 그리고 6번째 미니앨범인 Trinka Trinka를 발매하였다.

## 음반

### 싱글
- <1999년 2월 3일>I.L.Y.~欲望~[I.L.Y.~욕망~]
- <1999년 2월 3일>re-ACT
- <1999년 2월 3일>Dear Angel
- <2000년 4월 19일>Dress me Up
- <2000년 7월 26일>데키나이(할 수 없어)
- <2000년 10월 4일>Color of your Spoon
- <2001년 12월 5일>Sea me
- <2002년 9월 4일>Into The Stars
- <2006년 6월 28일>a little pain
- <2006년 10월 11일>Wish / Starless Night
- <2009년 4월 15일>Sailing free

### 미니앨범
- <2003년 2월 21일>Internal Bleeding Strawberry
- <2003년 6월 27일>MERRY & HELL GO ROUND
- <2003년 9월 12일>Comatose Bunny Butcher
- <2003년 12월 3일>The Return Of Chlorophyll Bunny
- <2007년 1월 17일>The Cloudy Dreamer
- <2008년 9월 17일>Trinka Trinka

### 앨범
- <2000년 12월 6일>Synchronicity
- <2004년 2월 18일>The Lost Lolli
- <2007년 2월 28일>OLIVIA inspi' REIRA(TRAPNEST)

### 베스트 앨범
- <2010년 10월 13일>GREATEST HITS

### 디지털 싱글
- <2007년 7월 8일>If you only knew(World's End Girlfriend remix)

### 컴필레이션
- <2003년 1월 22일>Tuesday Song (5번트랙 'Dear Angel')
- <2004년 10월 27일>OPTION presents STREAM Z J-LOUD EDITION (2번트랙 'SpidERSpins(Lost Lolli Mix)')
- <2008년 3월 19일>FLOWER FESTIVAL (8번트랙 'Bleeding Heart')

### 콜라보레이션
- <1998년 4월 22일>Together Now (Jean Michel Jarre & 고무로 데쓰야)
- <1998년 6월 9일>Music Of The World Cup: Allez! Ola! Ole! (15번트랙 'Together Now')
- <1998년 11월 26일>TK 1998 LATEST WORKS (고무로 데쓰야)
- <2007년 3월 21일>NANA BEST (OLIVIA inspi' REIRA(TRAPNEST)+ANNA TSUCHIYA inspi' NANA(BLACK STONES))

## 이외의 상품

### DVD
- <2002년 3월 13일>VIDEO CLIPS